# تروپیکال ایر
تروپیکال ایر (به انگلیسی: Tropical Air) یک شرکت هواپیمایی است. دفتر مرکزی تروپیکال ایر در زنگبار، تانزانیا واقع شده‌است و قطب این شرکت هواپیمایی در فرودگاه بین‌المللی زنگبار قرار دارد و به ۶ مقصد، پرواز مستقیم انجام می‌دهد.